# La commare secca
La commare secca is een Italiaanse misdaadfilm uit 1962 onder regie van Bernardo Bertolucci. In Nederland werd de film destijds uitgebracht onder de titel Het gebeurde aan de Tiber.

## Verhaal
In Rome wordt een vermoorde prostituee teruggevonden in een park. De moord heeft 's avonds plaatsgevonden en de autoriteiten verhoren iedereen die op dat ogenblik in het park aanwezig was. Al gauw blijkt dat vrijwel alle getuigen iets te verbergen hebben.

## Rolverdeling
- Francesco Ruiu: Canticchia
- Giancarlo De Rosa: Nino
- Vincenzo Ciccora: Burgemeester
- Alfredo Leggi: Bostelli
- Gabriella Giorgelli: Esperia
- Santina Lisio: Moeder van Esperia
- Carlotta Barilli: Serenella
- Ada Peragostini: Maria
- Clorinda Celani: Soraya
- Allen Midgette: Teodoro
- Renato Troiani: Natalino
- Wanda Rocci: Prostituee
- Marisa Solinas: Bruna
- Alvaro D'Ercole: Francolicchio
- Romano Labate: Pipito